# THE ARK

THE ARK的官方logo

THE ARK（： Di a keu），為韓國Music K娛樂於2015年推出的五人女子組合，由珉柱、Euna Kim、有珍、漢拏、JANE組成。2015年4月10日發佈首張數位單曲《Somebody 4 Life》，主打歌為《The Light (빛)》。同月12日於人氣歌謠節目舞台正式出道。

## 成員資料
- 名字粗體為隊長

| 已離開成員列表 | 已離開成員列表 | 已離開成員列表 | 已離開成員列表 | 已離開成員列表 | 已離開成員列表 | 已離開成員列表                          | 已離開成員列表                          | 已離開成員列表       | 已離開成員列表 |
| 姓名           | 姓名           | 姓名           | 姓名           | 姓名           | 姓名           | 出生日期／出生地                        | 學歷                                    | 隊內擔當             |                |
| 藝名           | 羅馬拼音       | 諺文           | 本名           | 羅馬拼音       | 諺文           | 出生日期／出生地                        | 學歷                                    | 隊內擔當             |                |
| -------------- | -------------- | -------------- | -------------- | -------------- | -------------- | --------------------------------------- | --------------------------------------- | -------------------- | -------------- |
| 珉柱           | Minju          | 민주           | 全珉柱         | Jeon Minju     | 전민주         | 1994年9月8日 · 首爾特別市               | 韓林演藝藝術高等學校 實用舞蹈科（畢業） | 隊長、主領舞、領唱   |                |
| Euna Kim       | Euna Kim       | 유나킴         | 金有娜         | Kim Yuna       | 김유나         | 1994年10月27日 · 美国紐約市             | North Rockland High School （畢業）     | 主Rapper             |                |
| 有珍           | Yujin          | 유진           | 鄭有珍         | Jung Yujin     | 정유진         | 1996年9月6日 · 仁川廣域市               | 東亞廣播藝術大學 實用音樂系（就讀）     | 主唱                 |                |
| 漢拏           | Halla          | 한라           | 李繡至         | Lee Suji       | 이수지         | 1998年3月20日 · 釜山廣域市              | 韓林演藝藝術高等學校 演藝科（畢業）     | 領舞、副唱、門面     |                |
| JANE           | Jaein          | 재인           | 千載寅         | Cheon Jaein    | 천재인         | 1999年11月23日 · 首爾特別市江南區清潭洞 | 同德女子大學 放送演藝系（就讀）         | 領Rapper、副唱、忙內 |                |

## 組合資料

### 團名由來
團名「THE ARK」由在英法百年戰爭中，帶領法國軍隊對抗英軍入侵，拯救法國的聖女貞德（Joan of Arc）轉化而來，以其堅忍、纖細、活潑與獨立的性格，期望THE ARK能成為韓樂界的新代表。
團徽以蝴蝶為主題，細看則由刀、盾、弓、箭組成，表示將各自的優勢集結起來，就能成為一個巨大的生命體，同時也藉此比喻一種外柔內剛的概念。

### 粉絲名稱
THE ARK粉絲名為「SHIELD（실드）」，意為「盾牌」，也表示粉絲「守護」著THE ARK。雖未經過官方解釋，但前成員Yuna Kim在個人Instagram表示該名為組合的粉絲名，而成員漢拏和JANE也在Instagram中認證該粉絲名。

### 固定隊形
從左到右：有珍、JANE、漢拏、珉柱、Yuna Kim

## 經歷

### 出道前
2011年：Euna Kim在2011年Mnet選秀節目《Super star K》第三季初露鋒芒，擅長饒舌的Euna Kim雖於十強止步，但得到YG娛樂青睞獲得了練習機會，亦曾是YG新女團BLACKPINK的預備成員之一。後來因為感到自己的不足而離開YG打算返回美國繼續學業，被現在的經紀公司Music K Entertainment勸說才留下。
2012年：珉柱以組合YouU成員身份參與SBS《KPOP STAR 2》，節目中有小寶兒稱號。YouU最終獲得第八名，五位成員分開發展，珉柱則與Keyeast簽約。
2013年：JANE參賽Mnet《The Voice of Korea Kids》。
2014年：五月，Euna Kim與MFBTY合作推出數位單曲《Without You Now》。七月，珉柱、Euna Kim合作推出數位單位《Good Bye Rain》（Feat. HyunKyu Of Bromance）。
1998年3月20日在釜山出生、大邱出身的漢拏自童年就有著當演員的夢想。直到2013年Music K Entertainment到大邱挑選練習生時被選中，展開兩年的練習生涯。2015年：漢拏客串出演洪真英的《Cheer Up》MV。

### 2015年
3月16日，官方分別開通Facebook、Twitter及Instagram的THE ARK專頁。
3月19日，陸續公開每位成員（為漢拏、珉柱、Euna Kim、有珍、JANE）的概念照拍攝花絮及個人簡介。
4月6日，官方釋出成員cover防彈少年團的《Boy In Luv》影片。該視頻點擊率已破百萬。
4月8日，官方釋出首張數位單曲《The Light》MV預告。
4月10日，官方釋出首張數位單曲《The Light》音源及MV。
4月12日，於人氣歌謠正式出道，並於各大音樂節目展開宣傳。
4月25日，首次舉辦 Street Performing Project於盤浦漢江公園（至6月3日為止，已舉辦了9場Street Performing Project）。
8月，原定於8月中旬回歸，因成員有珍聲帶受損而暫緩，至2015年年底仍未能回歸。

### 2016年
5月，成員漢拏和JANE選拔由日本授權予韓國所舉辦的《偶像大師》。該活動將會于電視劇在2017年播出。
7月13日，所屬公司宣布成員Euna Kim、珉柱退出THE ARK。而剩下三位成員的THE ARK將會在重新準備後，以新的模樣出現在大家面前。
8月25日，成員漢拏和JANE所參與的《偶像大師》與其餘8人一起組成Real Girls Project。
Music K娛樂雖然沒有表示THE ARK現在的情況，但在2016年公司主頁的藝人欄中無有關THE ARK的資料，以及于2017年申請撤銷THE ARK的官方Facebook及推特的帳號。而其餘成員漢拏和JANE也作爲Real Girls Project一員活動，成員有珍也在Power Vocal作爲學員培訓中，她們也終止與公司的合約。這種種現象足以證明THE ARK已在2016年解散。

### 解散後成員發展
2017年4月2日，成員珉柱打破自身记录，在《K-pop Star 6》中获得Top 4名次。4月14日，与HYWY娱乐签约。
4月26日，HYWY娱乐表示珉柱將作爲为新五人女子組合DAYDAY其中一员，计划在7月出道。
4月28日，成員漢拏和JANE主演的《偶像大師.KR》首播。
4月29日，成員珉柱首次为电视剧SBS《姐姐风采依旧》演唱OST。
10月21日，因公司自身的情況以及與成員之間意見的差異，HYWY娛樂宣布DAYDAY將不會出道。並於10月23日刪除官方SNS及關閉官咖。
11月4日，成員Euna Kim及漢拏以前THE ARK成員的身份參與KBS偶像重振計劃《The Unit》。
2018年2月11日，在选秀節目《The Unit》的最後一集中，成員漢拏獲得第9名，進入期間限定團體UNI.T出道。Euna Kim則以第10名落選。
3月26日，據媒體報導，全珉柱將和Euna Kim組成分隊，並獲得公司證實正在討論相關細節。
4月12日，Maroo企劃表示全珉柱與Euna Kim組成了雙人組合KHAN，目前正以5月中旬出道為目標進行相關準備工作。

## 音樂作品

### 數位單曲
| 單曲 | 單曲資料                                                   | 曲目                   |
| 1st  | 《Somebody 4 Life》 - 發行日期：2015年4月10日 - 語言：韓語 | 曲目 1. 빛 (The Light) |

### 其他歌曲作品
| 形式   | 發佈日期      | 專輯名稱      | 歌曲名稱                              | 參與成員          | 合作藝人                         |
| Single | 2014年5月23日 | Love Me Love  | Without You Now（页面存档备份，存于） | Yuna Kim          | MFBTY（尹美萊、Tiger JK、Bizzy） |
| Single | 2014年7月15日 | Good Bye Rain | Good Bye Rain（页面存档备份，存于）   | Min Ju 、Yuna Kim | HyunKyu（Bromance）              |

## 影音作品

### 參演音樂錄影帶
- 依官方YOUTUBE上傳時間排序。

| 發佈日期      | 參與成員     | 歌曲名稱                             | 演唱者                     |
| 2014年11月5日 | Halla        | Cheer Up（页面存档备份，存于）       | 洪真英                     |
| 2015年4月9日  | Halla        | The Light（页面存档备份，存于）      | THE ARK                    |
| 2016年6月5日  | Halla & JANE | One For All（页面存档备份，存于）    | THE IDOLM@STER.KR @ B Team |
| 2016年8月24日 | Halla & JANE | Dream（页面存档备份，存于）          | Real Girls Project         |
| 2017年4月11日 | Halla        | ACACIA（页面存档备份，存于）         | Red Queen                  |
| 2017年8月2日  | Halla        | PING PONG GAME（页面存档备份，存于） | Real Girls Project         |

### Choreography / Dance Cover
- 依官方YOUTUBE上傳時間排序。

| 發佈日期       | 歌曲名稱   | 官方影片                                                                             |
| 2015年4月6日   | Boy In Luv | 디아크(THE ARK)_상남자 (Boy In Luv)_Cover Dance Clip Full Ver （页面存档备份，存于） |
| 2015年4月15日  | Intro      | 디아크 (THE ARK)_Intro_Dance Practice ver. （页面存档备份，存于）                    |
| 2015年5月15日  | The Light  | 디아크 (THE ARK) 빛 (The Light) Dance Practice （页面存档备份，存于）                |
| 2016年10月19日 | History    | The Ark (디아크) - History (Full Version) （页面存档备份，存于）                     |

## 媒體作品
- 參與之節目與活動依照官方公開行程[27]及實際行程。

### 綜藝節目
| 播放日期                     | 電視台         | 節目名稱         | 出演成員 |
| 2011年8月12日至9月23日       | Mnet KMTV Asia | 《Superstar K3》 | Yuna Kim |
| 2012年11月18日至2013年3月3日 | SBS            | 《K-pop Star 2》 | Minju    |
| 2015年4月9日                 | 1theK          | #Hashtag         | 全員     |

### 電台
| 播放日期      | 電視台  | 節目名稱     | 出演成員 |
| 2015年4月29日 | Arirang | Music Access | 全員     |
| 2015年5月28日 | Arirang | K-Poppin     | 全員     |

### 其他節目
| 播放日期      | 電視台 | 節目名稱         | 出演成員 |
| 2015年5月6日  | KBS2   | MV銀行 Star Dust | 全員     |
| 2015年5月20日 | KBS2   | MV銀行 Star Dust | 全員     |
| 2015年5月27日 | KBS2   | MV銀行 Star Dust | 全員     |

## 音樂節目現場
| 2015年         |           |                                                     |
| 節目名稱       | 頻道      | 日期                                                |
| The Light      |           |                                                     |
| Music Bank     | KBS2      | 4月24日、5月1日、5月15日、5月22日                   |
| Show! 音樂中心 | MBC       | 4月18日、4月25日、5月2日、5月16日、6月6日           |
| 人氣歌謠       | SBS       | 4月12日、4月19日、4月26日、5月3日、5月17日、5月31日 |
| THE SHOW       | SBS MTV   |                                                     |
| M! Countdown   | Mnet      | 4月17日、4月30日、5月7日、5月14日、5月21日、6月4日  |
| Show Champion  | MBC Music |                                                     |

## 演唱會及公演
- The Ark街頭表演

| 日期          | 舉行地點                 |
| 2015年4月25日 | 盤浦漢江公園彩虹噴泉舞台 |
| 2015年5月4日  | 盤浦漢江公園彩虹噴泉舞台 |
| 2015年5月10日 | 仙遊島公園野外圓形舞台   |
| 2015年5月16日 | 汝矣島漢江公園遊覽船碼頭 |
| 2015年5月23日 | 仙遊島公園展望台         |
| 2015年5月23日 | 纛島漢江公園水邊舞台     |
| 2015年5月24日 | 汝矣島漢江公園遊覽船碼頭 |
| 2015年5月31日 | 盤浦漢江公園彩虹噴泉舞台 |

- The Ark公演

| 日期          | 活動名稱                    |
| 2015年5月2日  | 第23屆 漣川舊石器節         |
| 2015年5月21日 | 慶熙大學校慶公演            |
| 2015年5月30日 | 坡州書院綠色音樂會          |
| 2015年9月11日 | 2015 MBC Asia Music Network |

## 獎項

### 主要音樂節目榜單排名
| 主打歌曲排名成績                                                                                                   | 主打歌曲排名成績                      | 主打歌曲排名成績 | 主打歌曲排名成績    | 主打歌曲排名成績       | 主打歌曲排名成績 | 主打歌曲排名成績            | 主打歌曲排名成績     | 主打歌曲排名成績 |
| --- | ------------------------------------- | ---------------- | ------------------- | ---------------------- | ---------------- | --------------------------- | -------------------- | ---------------- |
| 專輯 | 歌曲                                  | 《M! Countdown》 | KBS2 《Music Bank》 | MBC 《Show! 音樂中心》 | SBS 《人氣歌謠》 | MBC Music 《Show Champion》 | SBS MTV 《THE SHOW》 | 備註             |
| 2015年 |                                       |                  |                     |                        |                  |                             |                      |                  |
| 無專輯單曲 | The Light                             | 17               | /                   | /                      | /                | /                           | /                    | 出道             |
| \| - 「/」表示未有相關資料 - 「(1)」：兩星期冠軍 - 「[1]」：三星期冠軍 \| - 「{1}」：四星期冠軍 - 「*」：打榜中 \| |                                       |                  |                     |                        |                  |                             |                      |                  |
| - 「/」表示未有相關資料 - 「(1)」：兩星期冠軍 - 「[1]」：三星期冠軍                                                | - 「{1}」：四星期冠軍 - 「*」：打榜中 |                  |                     |                        |                  |                             |                      |                  |

## 其他

### 備註
1. ↑  Cover防彈少年團。
2. ↑  CoverEXO。由Instagram放出，但不是經過官方。該影片錄製為THE ARK練習生時期。
3. ↑  出道前參選。
4. ↑  出道前以組合YouU名義參賽，最後獲得TOP8。

## 外部連結
- THE ARK（页面存档备份，存于）官方Daum Cafe
- THE ARK（页面存档备份，存于）官方Youtube頻道